# Deperdita
A deperdita (latinul: veszteség) a 18. századi magyar jogrendszerben az adózás burkolt formája volt. Mária Terézia vezette be 1751-ben a regulamentum militare kiadásával. A regulamentum többek között a katonák elszállásolását is szabályozta. A rendelkezés szerint ugyanis arra kötelezte a jobbágyokat, hogy a náluk beszállásolt katonaságnak élelmiszereket és egyéb természetbeni juttatásokat adjanak előre meghatározott (regulamentaris) áron. Ha a szolgáltatott tárgyak piaci ára magasabb volt a regulamentaris árnál, a kötelezettség veszteséggel járt a szolgáltatók számára, ezért kapta a deperdita nevet.
A deperdita súlyos terhet jelentett a jobbágyok számára, ezért II. József pénzbeli adóval váltatta meg. Az adó fejében az államkincstárnak kellett gondoskodnia a katonák ellátásáról. II. József halála után visszaállt a régi rendszer, mígnem végleg megszüntették 1848-ban.